# L'Épave vivante
Pour les articles homonymes, voir Submarine.
Pour plus de détails, voir Fiche technique et Distribution.
L'Épave vivante (Submarine) est un film américain réalisé par Frank Capra et Irvin Willat, sorti en 1928.

## Synopsis
Deux copains marins voient leur amitié déchirée après que la femme dont ils sont tous deux amoureux a choisi l'un plutôt que l'autre. Leur relation est remise en question lorsque l'un d'eux se retrouve piégé dans un sous-marin et que l'autre est envoyé en mission de sauvetage.

## Fiche technique
- Titre original : Submarine
- Titre français : L'Épave vivante
- Réalisation : Frank Capra et Irvin Willat
- Scénario : Dorothy Howell et Norman Springer
- Photographie : Joseph Walker
- Montage : Arthur Roberts
- Production : Harry Cohn
- Pays d'origine : États-Unis
- Format : Noir et blanc - 1,33:1 - Mono
- Durée : 93 minutes
- Date de sortie : 1928

## Distribution
- Jack Holt : Jack Dorgan
- Dorothy Revier : Bessie (Mme Jack Dorgan)
- Ralph Graves : Bob Mason
- Clarence Burton : Le commandant du sous-marin
- Joe Bordeaux

## Article annexe
- Sous-marins au cinéma et à la télévision